# Cerkiew Przemienienia Pańskiego w Uralsku
Cerkiew Przemienienia Pańskiego – prawosławna cerkiew w Uralsku, w jurysdykcji eparchii uralskiej Rosyjskiego Kościoła Prawosławnego.

## Historia
Cerkiew Przemienienia Pańskiego została zbudowana jako świątynia cmentarna, na terenie założonej w XIX w. prawosławnej nekropolii, czynnej do 1985. Inicjatorami jej budowy oraz fundatorami wzniesienia obiektu byli policmajster Wasilij Saratowcew, honorowy obywatel Bakauszyn oraz ks. Aleksiej Biriukow. Kamień węgielny pod budowę świątyni położono w czerwcu 1887, zaś gotową budowlę poświęcił 31 lipca roku następnego biskup orenburski i uralski Makary. W latach 20. XX wieku budowla pozostawała czynna i została rozbudowana. W 1950 w sąsiedztwie obiektu, z inicjatywy proboszcza miejscowej parafii Iwana Zorina zbudowano pomnik poległych w II wojnie światowej.
Cerkiew wzniesiona jest z cegły w stylu bizantyjsko-rosyjskim. Jest trójdzielna, złożona z pomieszczenia ołtarzowego, nawy (poszerzonej w latach 20. XX wieku) i przedsionka, nad którym znajduje się dzwonnica. Świątynia jest siedmiokopułowa, z pięcioma kopułami (dużą centralną i czterema mniejszymi) nad nawą, nad pomieszczeniem ołtarzowym i na dzwonnicy. Na elewacji cerkwi znajduje się ikona patronalna oraz ikony Chrystusa Zbawiciela i Matki Bożej naturalnych rozmiarów.
Spośród znajdujących się w świątyni ikon szczególnie czczone są dwie: kopia Iwerskiej Ikony Matki Bożej napisana na Athosie oraz ikona św. Serafina z Sarowa z cząstką kamienia, na którym modlił się Serafin.